# Преображенский собор (Пярну)
Преображенский собор (эст. Pärnu Issandamuutmise kirik) — кафедральный собор Пярну-Сааремской епархии Эстонской апостольской православной церкви Константинопольского патриархата, расположенный в городе Пярну, в Эстонии.

## История
В 1898 году церковным архитектором Владимиром Лунским был разработан проект нового православного Преображенского храма в Пернове для эстонских семей из прихода храма Святой Екатерины. В том же году под строительство был выделен бесплатно участок земли.
В 1902 году протоиерей Михаил Суйгусаар начал возведение каменного здания церкви. Работы осуществлялись под руководством Карла Клейна, а общая стоимость постройки составила более 30 тысяч рублей.
Окончание строительства и освящение храма состоялось в 1904 году. В 1927 году для церкви мастером В. Мельниковым и художником П. O’Коннелом был изготовлен одноярусный иконостас с 11 иконами.
В 1910 году приход церкви составлял 5747 человек, а в 1939 году — 3006 человек.
21 октября 2008 года решением Священного синода Константинопольского патриархата была образована Пярну-Сааремская епархия, а храму присвоен статус кафедрального собора. 12 января 2009 года в соборе состоялась архиерейская хиротония первого Пярну-Сааремского епископа — Александра (Хопёрского).
В 2010 году на собранные пожертвования были позолочены купола.